# Ambonnay
Ambonnay ist eine französische Gemeinde mit 962 Einwohnern (Stand: 1. Januar 2022) im Département Marne in der Region Grand Est. Sie gehört zum Arrondissement Épernay und zum Kanton Épernay-1. Die Einwohner werden Ambonnagéens genannt.

## Geographie
Ambonnay liegt etwa 15 Kilometer ostnordöstlich von Épernay. Umgeben wird Ambonnay von den Nachbargemeinden Verzy und Trépail im Norden, Vaudemange im Osten und Nordosten, Isse im Osten, Condé-sur-Marne im Süden, Tours-sur-Marne im Südwesten, Bouzy im Westen sowie Val de Livre im Nordwesten.

## Bevölkerungsentwicklung
| Jahr                       | 1962 | 1968 | 1975 | 1982 | 1990 | 1999 | 2006 | 2012 | 2018 |
| Einwohner                  | 834  | 858  | 817  | 801  | 917  | 934  | 957  | 957  | 963  |
| Quellen: Cassini und INSEE |      |      |      |      |      |      |      |      |      |

## Sehenswürdigkeiten
- Kirche Saint-Réol aus dem 12./13. Jahrhundert, Monument historique

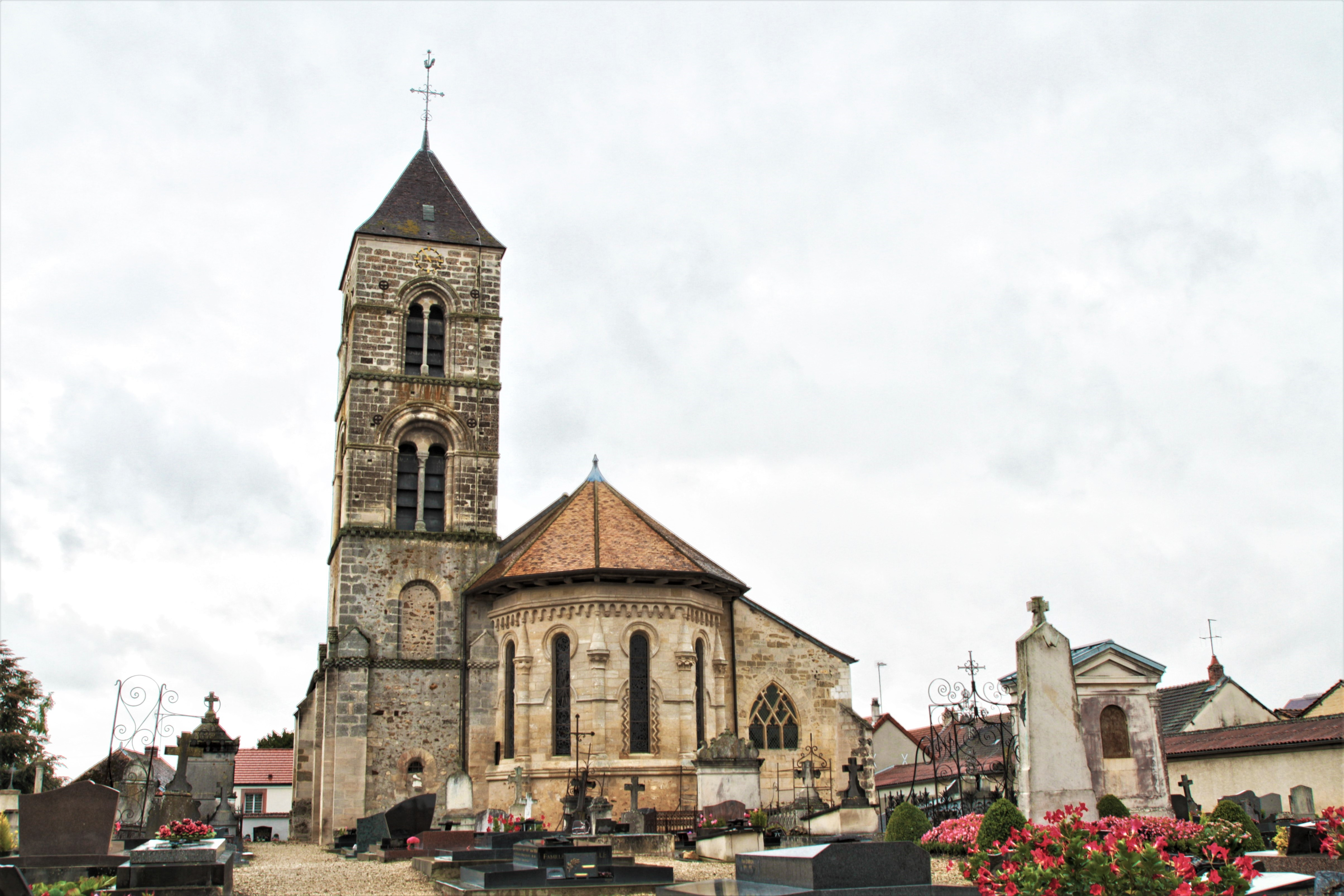
Kirche Saint-Réol

- Brunnen von 1853

## Gemeindepartnerschaften
Mit der deutschen Gemeinde Kinheim in Rheinland-Pfalz besteht eine Partnerschaft.